# Emy Gordon

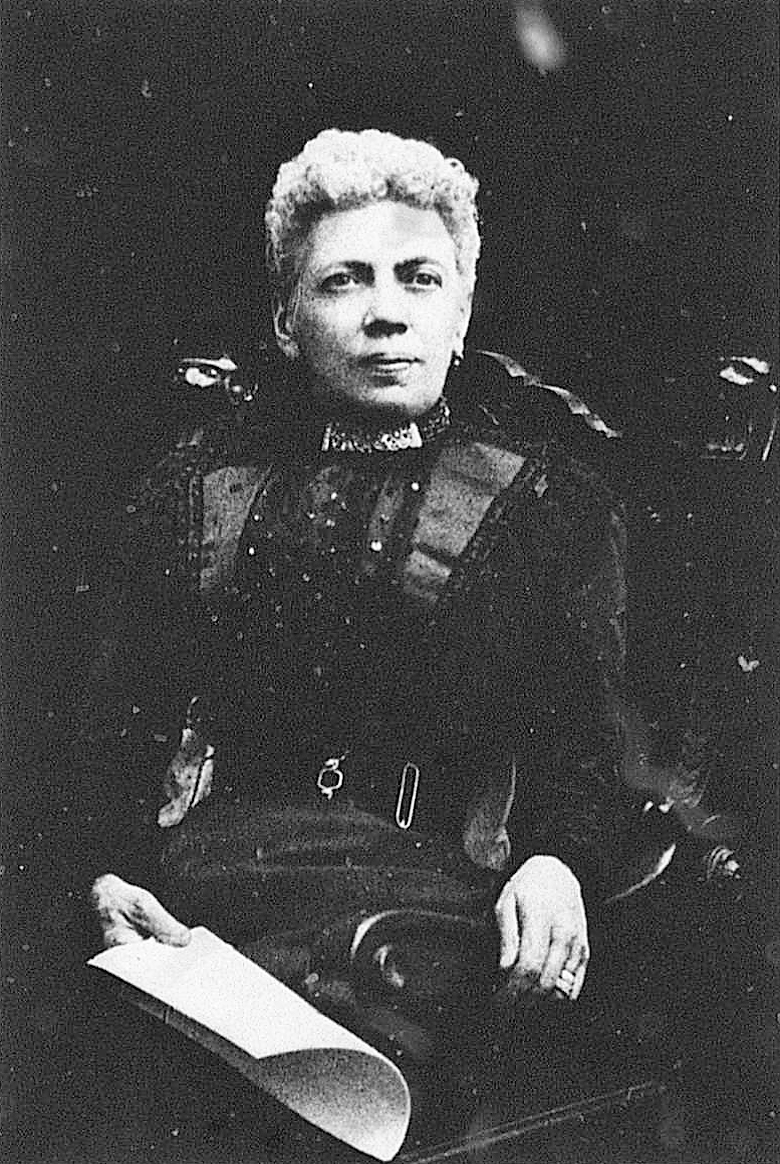
Emy Gordon als Witwe (zwischen 1902 und 1909)

Emy Gordon, geboren als Karoline Albertine Anna, Freiin von Beulwitz (* 6. März 1841 in Cannstatt; † 2. Februar 1909 in Würzburg), war eine deutsche Autorin, Übersetzerin und Funktionärin der katholischen Frauenbewegung.

## Leben
Emy Gordon entstammte dem Adelsgeschlecht von Beulwitz. Sie war eine Tochter des (bis 1867) evangelischen Gutsbesitzers in Cannstatt, Hartmund von Beulwitz (1814–1871) und seiner katholischen Ehefrau Nanette, geb. Riedlinger (1808–1869). Am 10. April 1841 wurde sie im Elternhaus katholisch getauft. Zu ihren Paten gehörten der Major von Brandenstein sowie die Hofpianistin Emilie Leibnitz (1817–1894), deren Vornamen sie später anstelle ihrer ursprünglichen Vornamen (Karoline Albertine Anna) benutzte und zu „Emy“ abkürzte. 
Seit ihrer Jugend plagte sie ein Fußleiden, das ihre Bewegungsfähigkeit einschränkte.
In der Revolution 1848 war ihr Vater, inzwischen Brauereibesitzer in Rottenburg, stellvertretender Kommandant der Bürgerwehr in Rottenburg und stellvertretender Vorsitzender des Rottenburger Volksvereins. Vor der drohenden Verhaftung nach dem September 1848 floh er in die USA und nach Großbritannien, stellte sich aber 1850 freiwillig dem Untersuchungsgericht auf der Festung Hohenasperg. Im anschließenden Hochverratsprozess gegen Gottlieb Rau und andere, dem größten Hochverratsprozess der württembergischen Rechtsgeschichte, der am 20. Januar 1851 in Rottenburg begann, wurde von Beulwitz mangels Beweisen freigesprochen. Ein Antrag auf Auswanderung nach Schottland war abschlägig beschieden worden, und so blieb die Familie in Rottenburg.
Um 1860 lernte Emilie in Stuttgart den britischen Gesandten am württembergischen Hof, George Gordon, kennen. Dieser stammte aus dem auf Ellon Castle nördlich von Aberdeen ansässigen Zweig Gordon of Ellon des Clans Gordon. Seit 1843 war er mit der Brasilianerin Rosa Justina Young (1817–1891) verheiratet, der Tochter eines britischen Kaufmanns, und hatte mit ihr drei Kinder.

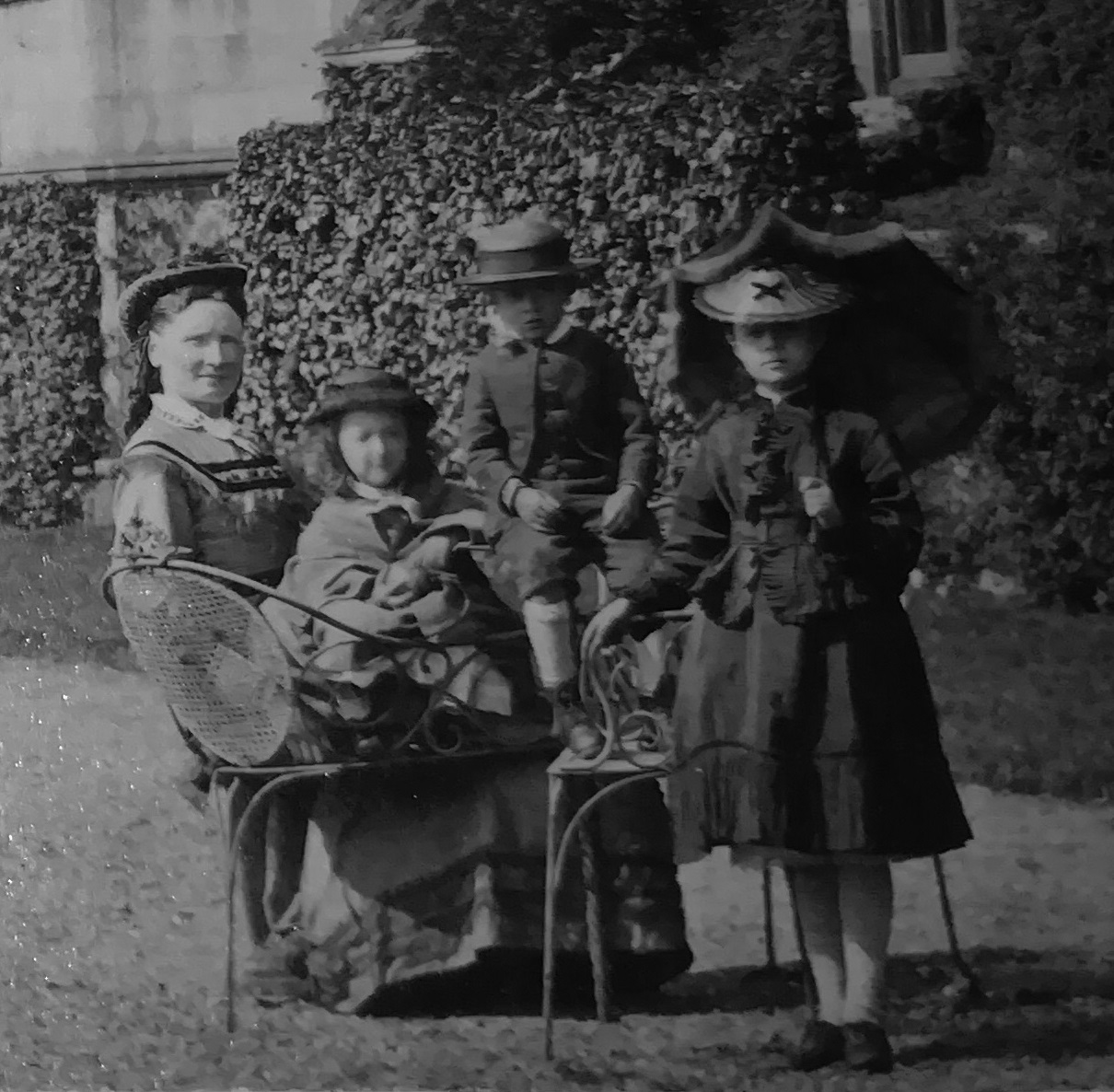
Emilie Gordon, geb. Freiin von Beulwitz, mit ihren drei ältesten Kindern vor Ellon Castle, um 1871.

Ab 1865 fest mit Gordon liiert, gebar Emilie von Beulwitz am 4. Juni 1866 in Stuttgart eine Tochter Georgina († 26. September 1958 in Nordhorn). Ins Taufregister wurde diese zunächst als Tochter eines britischen Kapitäns John Smith Branka und Gordon als Taufpate eingetragen. Der Eintrag wurde später berichtigt. Georgina Gordon heiratete 1894 den Sanitätsoffizier, zuletzt Generaloberarzt, Wilhelm Niehues (1867–1938). Das zweite Kind des Paares, Robert, wurde am 27. Mai 1869 geboren, das dritte, Richard Wolf, am 10. Juni 1870. In der zweiten Hälfte der 1860er-Jahre lebte Emilie als Dramatische Künstlerin in der Stuttgarter Gutenbergstraße. Die Todesanzeige für ihre Mutter unterzeichnete sie 1869 als E. v. Branka, geb. Freiin v. Beulwitz.
1871 zog die Familie nach Schottland. George Gordon konvertierte zur katholischen Kirche und heiratete Emy von Beulwitz 1871 kirchlich in Manchester, nachdem ihm katholische Kirchenrechtler erklärt hatten, dass seine erste Ehe nach dem kanonischen Recht null und nichtig war. Zugleich verließ er den diplomatischen Dienst. Im Jahr darauf wurde mit Louise Ignace Therese Julie Gordon in Edinburgh das vierte Kind geboren. Als George Gordon 1873 nach dem Tod seines Vaters das Erbe als Laird of Ellon mit 11.648 Acres (über 4700 Hektar) Land antrat und mit Emy als seiner Frau nach Ellon zog, klagte seine erste, von ihm getrennt lebende, aber nie geschiedene Frau auf Feststellung des Weiterbestehens der Ehe und ihrer daraus resultierenden Ansprüche vor einem schottischen Gericht. Das Gericht gab ihr Recht. Der Fall erregte großes Aufsehen. Die finanziellen und administrativen Probleme von Ellon, die eine Geschichte Ellons von 1958 diskret mit family difficulties umschrieb, führten 1881 zu einer Eingabe der noch von seinem Vater eingesetzten Trustees beim britischen Parlament und zum Ellon Trust Estates Act, der Landverkauf zur Schuldentilgung ermöglichte. Der Trust sorgte für regelmäßige Zahlungen an Gordon und auch noch später an Emy als seine Witwe.
George und Emy Gordon verließen daraufhin Großbritannien. Das Paar zog erst nach Brügge; ab September 1884 lebten sie dauerhaft in Würzburg. Erst nach dem Tod von Rosa Justina Young gingen sie 1892 in Maastricht eine Zivilehe ein.
Emy Gordon war als Autorin und Übersetzerin tätig und gab Unterricht im Malen an Männer und Frauen. Ihr erfolgreichstes Buch war ein Ratgeber mit dem Titel Die Pflichten eines Dienstmädchens, oder: das A-B-C des Haushaltes, der zuerst 1894 erschien und bis 1911 zehn Auflagen erlebte. Sie redigierte Die praktische Hausfrau, eine Beilage der katholischen Regionalzeitung Fränkisches Volksblatt, und veröffentlichte Artikel in katholischen Zeitschriften wie Die christliche Frau und Monika. Zeitschrift für katholische Mütter und Hausfrauen.
Nach dem Tod ihres Mannes im Jahr 1902 engagierte sie sich in zahlreichen katholischen wohltätigen Vereinen. 1903 regte sie in einem Artikel in der Kölnischen Volkszeitung die Gründung des heute so genannten Katholischen Deutschen Frauenbundes an. Er war der erste katholisch-kirchliche Verein, der nicht unter der Leitung eines Geistlichen, sondern von Frauen stand. Am 15. April 1904 gründete sie den Katholischen Frauenbund in Würzburg. Vom 12. bis 18. Juni 1904 nahm sie am Internationalen Frauenkongress in Berlin teil. Ihren Bericht veröffentlichte sie als Fingerzeige für die katholische Frauenbewegung. Beim 54. Katholikentag, damals eine reine Delegiertenversammlung, der 1907 in Würzburg stattfand, erhielt Frau Baronin von Gordon als erste Frau überhaupt Rederecht. Sie gehörte zu den Gründerinnen des Verbands katholischer Vereine erwerbstätiger Frauen und Mädchen. Diesen verstand sie als eine Fachabteilung der katholischen Arbeitervereine und bezog damit Stellung im Gewerkschaftsstreit. In Würzburg gründete sie mit dem Mädchenschutzverein (heute IN VIA Katholischer Mädchen- und Frauensozialdienst) Kurse zur Ausbildung von katholischen Kindergärtnerinnen. Der Katholische Frauenbund beschloss 1904 den Bau einer Kinderkrippe und Kinderbewahranstalt. Aus diesem mit Unterstützung von Dompfarrer Braun 1908 entstandenen Säuglings- und Kinderheim ging später die Kinderklinik am Mönchberg hervor. Ab 1908 war Gordon zusätzlich Vorsitzende des vom nicht-konfessionellen Frauenbildungsverein Frauenheil getragenen Rechtsschutzbüros für Mädchen und junge Frauen in Würzburg.
Emy Gordon starb wenige Wochen vor Vollendung ihres 68. Lebensjahres am 2. Februar 1909 in Würzburg.
Ein Teil ihres Nachlasses befindet sich im Ida-Seele-Archiv in Dillingen an der Donau.

## Erinnerung
Das Familiengrab Gordon auf dem Hauptfriedhof Würzburg ist bis in die Gegenwart erhalten geblieben und ein Ort des Gedenkens an Emy Gordon.
In der Würzburger Martinstraße erinnert eine Gedenktafel an sie.

## Veröffentlichungen
- Allerlei Malverfahren. Anleitung zur häuslichen Kunstarbeit für Anfänger. Haberland, Leipzig 1888, 2. Auflage 1892.
- New fairy-tales: for children young and old. Auer, Donauwörth 1889.
- (Übers.) Henry Edward Manning: Religio viatoris. Die vier Grundsteine meines Glaubens. Woerl Würzburg 1889.
- Lose Blätter aus Märchens Sammelmappe. 1890.
- Praktischer Ratgeber für Erwerb suchende Frauen und Mädchen aus besseren Ständen. Leipzig 1893.
- Die Pflichten eines Dienstmädchens, oder: das A-B-C des Haushaltes. Auer, Donauwörth 1894 (10 Auflagen bis 1911)
- Praktische Anweisung zur Ölmalerei in ihren verschiedenen Arten für Anfänger und Dilettanten. Haberland, Leipzig 1899.
- Die katholische Kindergärtnerin in Schule und Haus. Roth, Stuttgart und Wien 1902.
- Historisch-kritischer Rückblick auf die Verhandlungen des Internationalen Frauenkongresses in Berlin vom 12.–18. Juni 1904: Fingerzeige für die katholische Frauenbewegung. Frankfurt 1905.